# Crimson Cox
Crimson Cox es una  variedad cultivar de manzano (Malus domestica). 
Un desporte de Cox's Orange Pippin. Descubierto alrededor de 1913 por John Harris de "Haynes Farm", Carey, Herefordshire. Introducido en 1928. El sabor de la fruta tiene fama de ser inferior al 'Cox's Orange Pippin'. Las frutas son jugosas y dulces con un rico y aromático sabor a nuez.

## Sinónimos
- "Rod Cox's Orange",
- "Rode Cox".

## Historia
'Crimson Cox' es una variedad de manzana, mutación de Cox's Orange Pippin. Posee el patrón de rayas del Cox estándar. Identificado en 1913 por John Harris de "Haynes Farm", Carey, Herefordshire. Introducido en 1928, (Inglaterra).
'Crimson Cox' se cultiva en la National Fruit Collection con el número de accesión: 1957-238 y Accession name: Crimson Cox.

## Características
'Crimson Cox' árbol de extensión vertical, de vigor moderado. Tiene un tiempo de floración que comienza a partir del 6 de mayo con el 10% de floración, para el 11 de mayo tiene una floración completa (80%), y para el 18 de mayo tiene un 90% caída de pétalos.
'Crimson Cox' tiene una talla de fruto medio; forma truncado cónico, con una altura de 52.00mm, y con una anchura de 60.00mm; con nervaduras   medias; epidermis con color de fondo verde amarillo, con un sobre color rojo carmesí, importancia del sobre color alto, y patrón del sobre color chapa y rayas, "russeting" (pardeamiento áspero superficial que presentan algunas variedades) muy bajo; carne de color blanco. La carne es crujiente y aromática, jugosas y dulces con un rico y aromático sabor a nuez.
Su tiempo de recogida de cosecha se inicia a finales de septiembre.

## Usos
Una buena manzana de uso de postre fresca en mesa.

## Ploidismo
Diploide, auto estéril. Grupo de polinización: C, Día 10.